# Карапетян Володимир Володимирович
Карапетян Владімір Владімірович (вірм. Վլադիմիր Կարապետյան; нар. 5 липня 1969, м. Єреван) — вірменський дипломат, Надзвичайний і Повноважний Посол в Україні з 1 червня 2021 року . Надзвичайний і Повноважний Посол в Республіці Молдова з 19 травня 2023

## Життєпис
Владімір Карапетян народився 5 липня 1969 року в Єревані Вірменської РСР. У 1993 році закінчив факультет сходознавства Єреванського університету , є спеціалістом з арабської мови та літератури.
1995-1996 - Міністерство Закордонних Справ Вірменії; Департамент СНД, Відділ країн СНД, аташе
1996-1997 - Третій, другий секретар Посольства РВ в Україні
1997-1998 - Міністерство Закордонних Справ; Відділ СНД; Виконуючий обов'язки керівника відділу країн СНД
1998-1999 - Міністерство Закордонних Справ; Відділ СНД; Керівник відділу країн СНД
1999-2001 - Міністерство Закордонних Справ; Відділ безпеки та контролю над озброєнням; Керівник відділу НАТО
2000 - Закінчив курс міжнародних досліджень Джорджа Маршалла та досліджень безпеки «Лідери 21 століття»
2001-2004 - Радник Посольства Вірменії в Грузії
2004-2006 - Міністерство Закордонних Справ; Керівник відділу зв’язків із ЗМІ
Січень-липень 2006 - Закінчив оборонний коледж НАТО 106, Старший курс
2006-2008 - Речник Міністерства Закордонних Справ, директор Департаменту преси та інформації Міністерства
2008-2013 - Партія «Вірменський національний конгрес»; Співробітник із закордонних зв'язків
2013-2019 - Партія «Вірменський національний конгрес»;  Голова Комітету закордонних зв'язків
2019-2020 - Прес-секретар Прем'єр-міністра Вірменії
2021 - Надзвичайний і Повноважний Посол Республіки Вірменія в Україні з 1 червня (резиденція: Київ)
19 серпня 2021 - вручив Вірчі грамоти Президенту України Володимиру Зеленському
з 19 травня 2023 - Надзвичайний і Повноважний Посол Республіки Вірменія в Республіці Молдова (резиденція: Київ)

## Сімейний стан
Одружений, має двох синів та дочку.